# Gurb
Gurb  es un municipio español de la comarca de Osona, situado en la Plana de Vic, haciendo frontera con el Llusanés en la provincia de Barcelona. Está formado por cuatro parroquias: Sant Andreu de Gurb, Sant Julià Sassorba, Sant Cristòfol de Vespella y Sant Esteve de Granollers de la Plana. Aunque parte de sus habitantes viven en masias diseminadas, la capital municipal es el núcleo de l'Esperança, limitando con Vic. El caso más notorio de expansión industrial reciente es el de la multinacional Casa Tarradellas.

## Demografía
Gurb cuenta con una población de 2712 habitantes (INE 2024).
| Gráfica de evolución demográfica de Gurb entre 1842 y 2021 |
| |
| Población de derecho según los censos de población del INE. Población de hecho según los censos de población del INE.En este censo se denominaba Gurp, Granollers, Sasorba, Vespellá y Vilagelans: 1842. |

| 1900 | 1930 | 1950 | 1970 | 1981 | 1986 | 2006 | 2024 |
| ---- | ---- | ---- | ---- | ---- | ---- | ---- | ---- |
| 1542 | 1794 | 1821 | 1630 | 1509 | 1630 | 2296 | 2711 |

## Lugares de interés
- Bosque Encantado
- Castillo de Gurb
- Iglesia de San Andrés de Gurb, con elementos prerrománicos.
- Iglesia de San Esteban de Granollers de la Plana, de estilo románico.
- Iglesia de San Julián de Sassorba, con campanario del siglo XI.